# コスモス396号
コスモス396号（Kosmos 396、ロシア語: Космос 396）は、偵察衛星ゼニット-4Mの無人飛行試験である。ゼニット衛星は、高解像度偵察写真を撮影することを目的として開発された。この試験では、撮影済フィルムを含むカプセルが地球へ帰還した。

## ミッション情報
- 質量：6,300 kg
- 近点：204 km
- 遠点：285 km
- 軌道傾斜角：65.4°
- 軌道周期：89.4分